# 宮本武蔵
宮本 武蔵（みやもと むさし）は、江戸時代初期の剣術家、大名家に仕えた兵法家、芸術家。二刀を用いる二天一流兵法の開祖。京都の兵法家・吉岡一門との戦いや巌流島での佐々木小次郎との決闘が有名である。
後世には、演劇・小説・漫画・映画やアニメなど様々な映像作品の題材になり、現代では「剣豪」または「剣聖」と称されている。特に吉川英治の小説『宮本武蔵』が有名であるが、史実と異なった創作が多い。
外国語にも翻訳され出版されている自著『五輪書』には十三歳から二十九歳までの六十余度の勝負に無敗と記載があるが、晩年に夢想権之助と勝負し1度目は勝利、2度目は敗北している。
絵画や武具・馬具制作も頻繁にしていた過去があり、国の重要文化財に指定された『鵜図』『枯木鳴鵙図』『紅梅鳩図』をはじめ『正面達磨図』『盧葉達磨図』『盧雁図屏風』『野馬図』といった水墨画や鞍、木刀などの工芸品が各地の美術館に収蔵されている。
島田美術館が所蔵する有名な肖像画は作者不詳だが、身体を緩めている様は『五輪書』が説く極意に一致しており、自画像とする説もある。

## 名前
本姓は藤原氏、名字は宮本、または新免。幼名は辨助（べんのすけ）、通称（百官名）は武蔵、諱は玄信（はるのぶ）である。号は二天、また二天道楽。著書『五輪書』の中では新免武蔵守・藤原玄信と名乗っている。
熊本市弓削の墓碑は「新免武蔵居士」、養子・宮本伊織が武蔵の死後9年目の承応3年（1654年）に建てた「新免武蔵玄信二天居士碑」（以下、小倉碑文）には「播州赤松末流新免武蔵玄信二天居士」とある。
武蔵死後71年目の『本朝武芸小伝』（1716年）で政名なる名が紹介された。これを引用した系図や伝記、武蔵供養塔が広く紹介されたことから諱を「政名」とする武蔵の小説や紹介書が多数あるが、二天一流門弟や小倉宮本家の史料にこの「政名」は用いられていない。逆に史的信頼性が完全に否定された武蔵系図等で積極的に用いられている。

## 出生

### 生年
『五輪書』の冒頭にある記述「歳つもりて六十」に従えば、寛永20年（1643年）に数え年60歳となり、生年は天正12年（1584年）となる。
江戸後期にまとめられた『小倉宮本家系図』、並びに武蔵を宮本氏歴代年譜の筆頭に置く『宮本氏正統記』には天正10年（1582年）に生まれ、正保2年（1645年）享年64で没したと記されている。

### 出生地
『五輪書』に「生国播磨」の記載があり、養子・伊織が建立した『小倉碑文』、江戸中期の地誌『播磨鑑』や泊神社棟札（兵庫県加古川市木村）等の記載による播磨生誕説（現在の兵庫県揖保郡太子町宮本、あるいは高砂市米田町米田）と、江戸時代後期の地誌『東作誌』の美作国（岡山県東部）宮本村で生まれたという記載による美作生誕説がある。

### 出自
父は赤松氏の支流・新免氏の一族・新免無二とされているが異説もある。
『小倉宮本系図』には武蔵の養子・伊織の祖父で別所氏の家臣・田原家貞を実父とし、武蔵はその次男であるとされているが、伊織自身による『泊神社棟札』や『小倉碑文』にはそのことは記されていない。また、武蔵や伊織に関する多くの記事を載せている江戸中期に平野庸脩が作成した地誌『播磨鑑』にも武蔵が田原家の出であるとはまったく触れられていない。

## 生涯

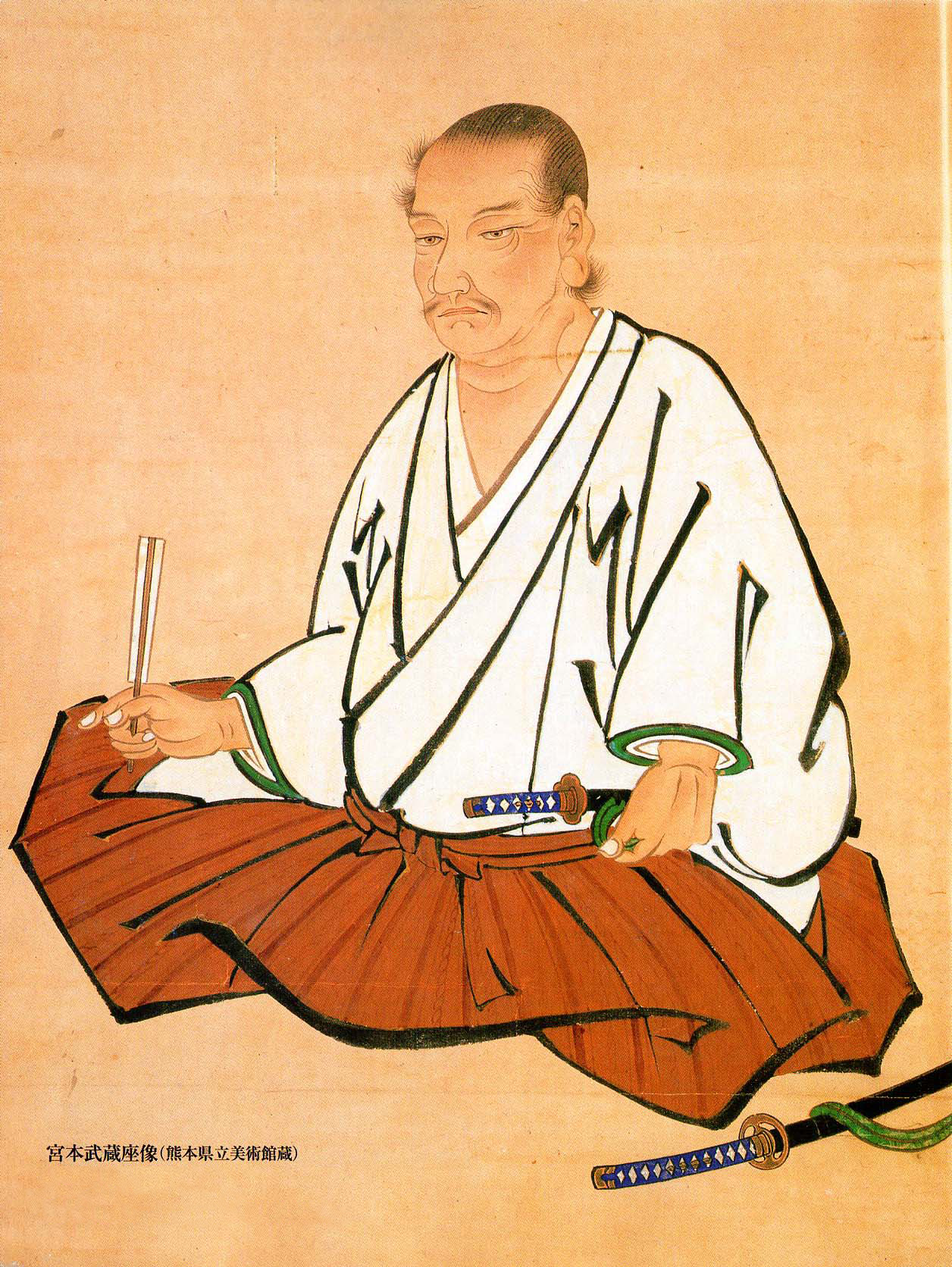
宮本武蔵

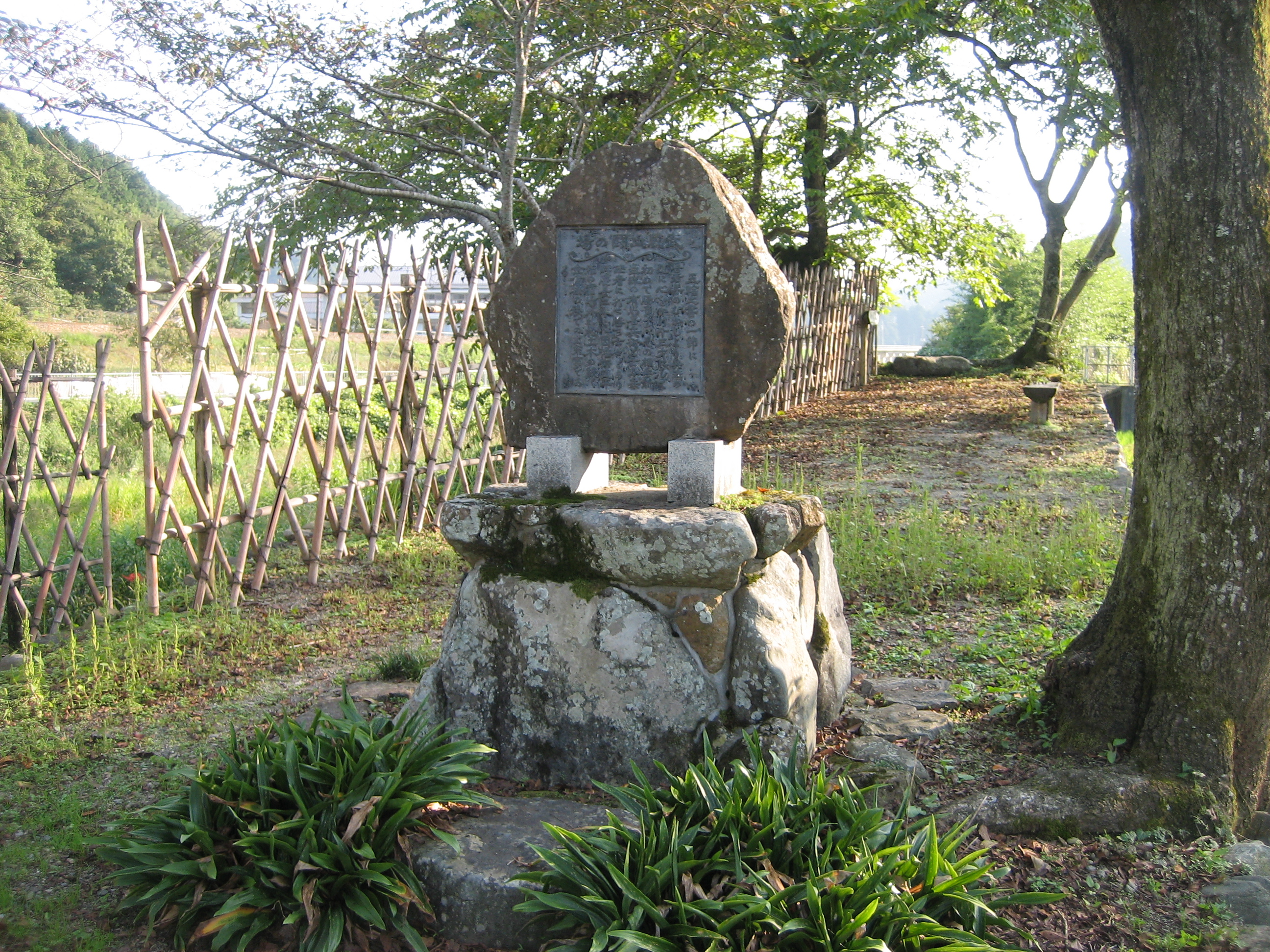
初決闘の地を記念した石碑（兵庫県佐用町平福）

『五輪書』には13歳で初めて新当流の有馬喜兵衛と決闘し勝利し、16歳で但馬国の秋山という強力な兵法者に勝利し、以来29歳までに60余回の勝負を行い、全てに勝利したと記述される。
慶長5年（1600年）の関ヶ原の戦いでは父の新免無二が関ヶ原の戦い以前に東軍の黒田家に仕官していたことを証明する黒田家の文書 が存在することから、父と共に当時豊前国を領していた黒田如水に従い東軍として九州で戦った可能性が高い。
『五輪書』には21歳の頃に、京都で天下の兵法者（吉岡一門と考えられる） と数度戦ったが全てに勝利した旨の記述がある。この内容は吉川英治『宮本武蔵』をはじめ多くの著名な文芸作品の題材とされている。
武蔵が行った勝負の中で最も広く知られているものは、俗に「巌流島の決闘」といわれるものである。これは慶長年間に豊前小倉藩領（現在は山口県下関市域）の舟島（巌流島）で、岩流なる兵法者と戦ったとされるものである。この内容は江戸時代より現代に至るまで芝居、浄瑠璃、浮世絵、小説、映像作品など様々な大衆文芸作品の題材となっている。
大坂の陣では水野勝成の客将として徳川方に参陣し、勝成の嫡子・勝重付で活躍したことが数々の資料から裏付けられている。
その後、姫路新田藩主・本多忠刻と交流を持ちながら活動。明石では町割（都市計画）を行い、姫路・明石等の城や寺院の作庭（本松寺、円珠院、雲晴寺）を行っている。この時期、神道夢想流開祖・夢想権之助と明石で試合を行ったことが伝えられている。
元和の初めの頃、水野家臣・中川志摩之助の三男・三木之助を養子とし、姫路新田藩・本多忠刻に出仕させる。
寛永元年（1624年）、尾張国（現在の愛知県西部）に立ち寄った際、円明流を指導する。その後も尾張藩家老・寺尾直政の要請に弟子の竹村与右衛門を推薦し尾張藩に円明流が伝えられる。以後、尾張藩および近隣の美濃高須藩には複数派の円明流が興隆する。
寛永3年（1626年）播磨の地侍・田原久光の次男・伊織を新たに養子とし、宮本伊織貞次として明石藩主・小笠原忠真に出仕させる。
寛永期、吉原遊廓 開祖・庄司甚右衛門が記した『青楼年暦考』に、寛永15年（1638年）の島原の乱へ武蔵が出陣する際の物語が語られ、直前まで江戸に滞在していたことが伝えられている。同様の内容は庄司道恕斎勝富が享保5年（1720年）に記した『洞房語園』にもあり、吉原名主の並木源左衛門、山田三之丞が宮本武蔵の弟子であった旨が記されている。これらの史料に書かれた内容は隆慶一郎などの文芸作品の題材となっている。
島原の乱では、小倉藩主となっていた小笠原忠真に従い伊織も出陣、武蔵も忠真の甥である中津藩主・小笠原長次の後見として出陣している。乱後に延岡藩主の有馬直純に宛てた武蔵の書状に一揆軍の投石によって負傷したことを伝えている。また、小倉滞在中に忠真の命で宝蔵院流槍術の高田又兵衛と試合したことが伝えられている。

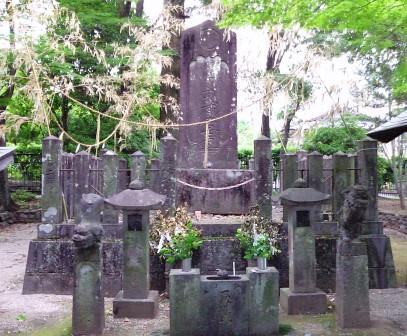
武蔵塚（熊本県熊本市北区）

寛永17年（1640年）、熊本藩主・細川忠利に客分として招かれ熊本に移る。7人扶持18石に合力米300石が支給され、熊本城東部に隣接する千葉城に屋敷が与えられ、鷹狩りが許されるなど客分としては破格の待遇で迎えられる。同じく客分の足利義輝遺児・足利道鑑と共に忠利に従い山鹿温泉に招かれるなど重んじられている。翌年に忠利が急死したあとも2代藩主・細川光尚によりこれまでと同じように毎年300石の合力米が支給され賓客として処遇された。『武公伝』は武蔵直弟子であった士水（山本源五左衛門）の直話として、藩士がこぞって武蔵門下に入ったことを伝えている。この頃、余暇に制作した画や工芸などの作品が今に伝えられている。

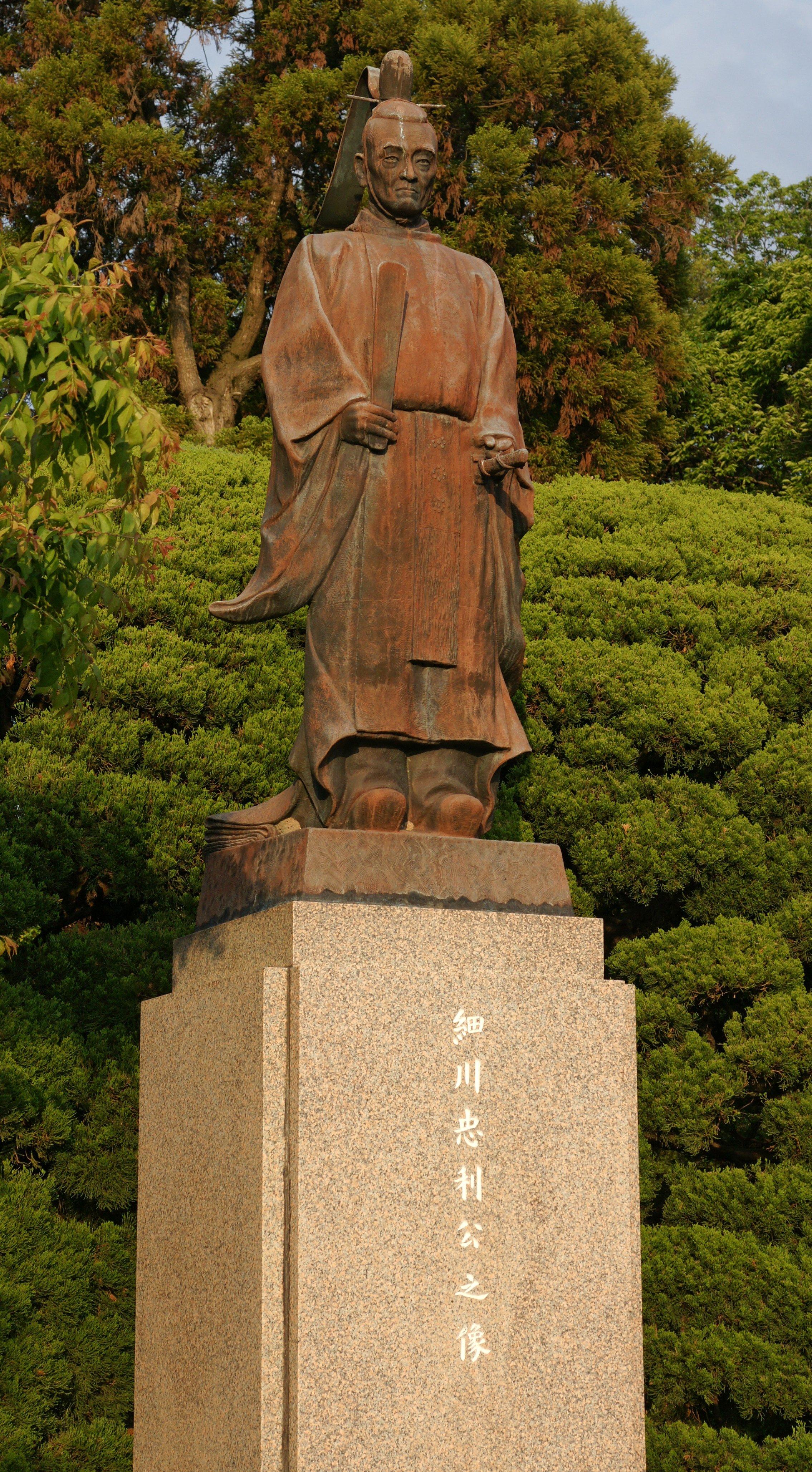
水前寺成趣園内にある細川忠利の像
細川氏
宮本武蔵
江戸幕府

寛永20年（1643年）、熊本市近郊の金峰山にある岩戸・霊巌洞で『五輪書』の執筆を始める。また、亡くなる数日前には「自誓書」とも称される『独行道』とともに『五輪書』を兵法の弟子・寺尾孫之允に与えている。

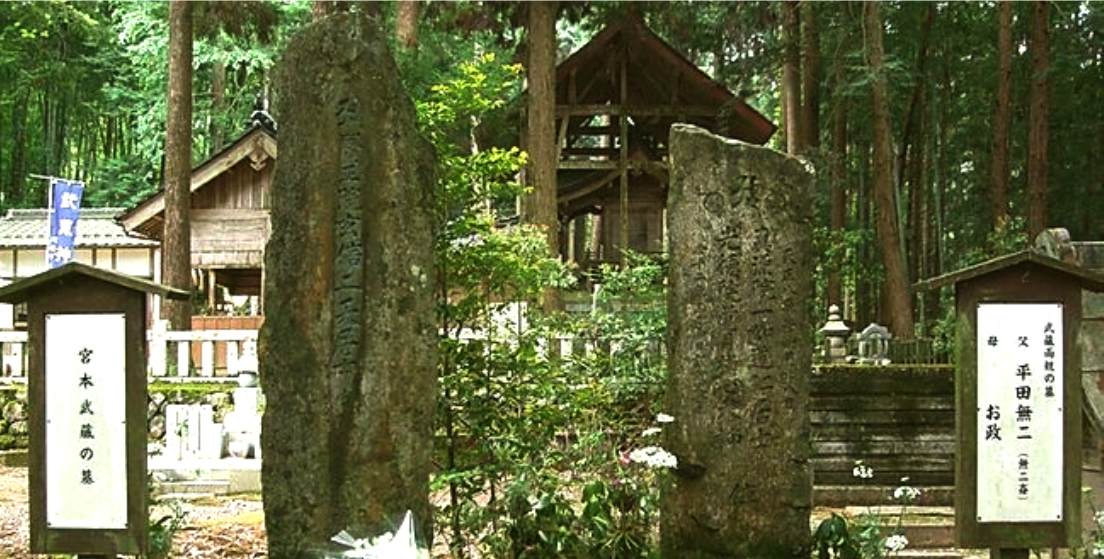
大原町（美作国）

正保2年5月19日（1645年6月13日）、千葉城（熊本）の屋敷で亡くなる。享年62。墓は熊本県熊本市北区龍田町弓削の武蔵塚公園内にある通称「武蔵塚」。福岡県北九州市小倉北区赤坂の手向山には、養子伊織による武蔵関係最古の記録の一つである『新免武蔵玄信二天居士碑』（通称『小倉碑文』）がある。
武蔵の兵法は、初め円明流と称したが、『五輪書』では、二刀一流、または二天一流の二つの名称が用いられ最終的には二天一流となったものと思われる。後世では武蔵流等の名称も用いられている。熊本時代の弟子に寺尾孫之允・求馬助兄弟がおり、熊本藩で二天一流兵法を隆盛させた。また、孫之允の弟子の一人柴任三左衛門は福岡藩黒田家に二天一流を伝えている。

## 決闘伝説に関する諸説

### 吉岡家との戦い

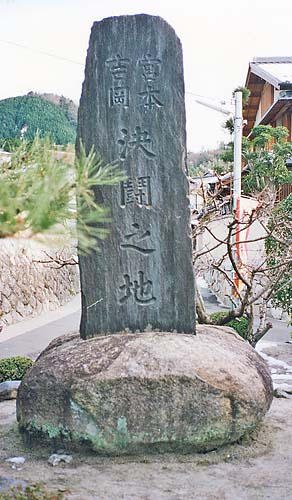
宮本吉岡決闘之地の石碑（堀正平建立。京都府京都市左京区 一乗寺下り松）

#### 通説
『五輪書』には「廿一歳にして都へ上り、天下の兵法者にあひ、数度の勝負をけつすといへども、勝利を得ざるという事なし」と記述される。この「天下の兵法者」は、『小倉碑文』に記された「扶桑第一之兵術吉岡」すなわち吉岡家と考えられる。
決闘の経緯は『小倉碑文』の記録を要約すると以下の通りとなる。

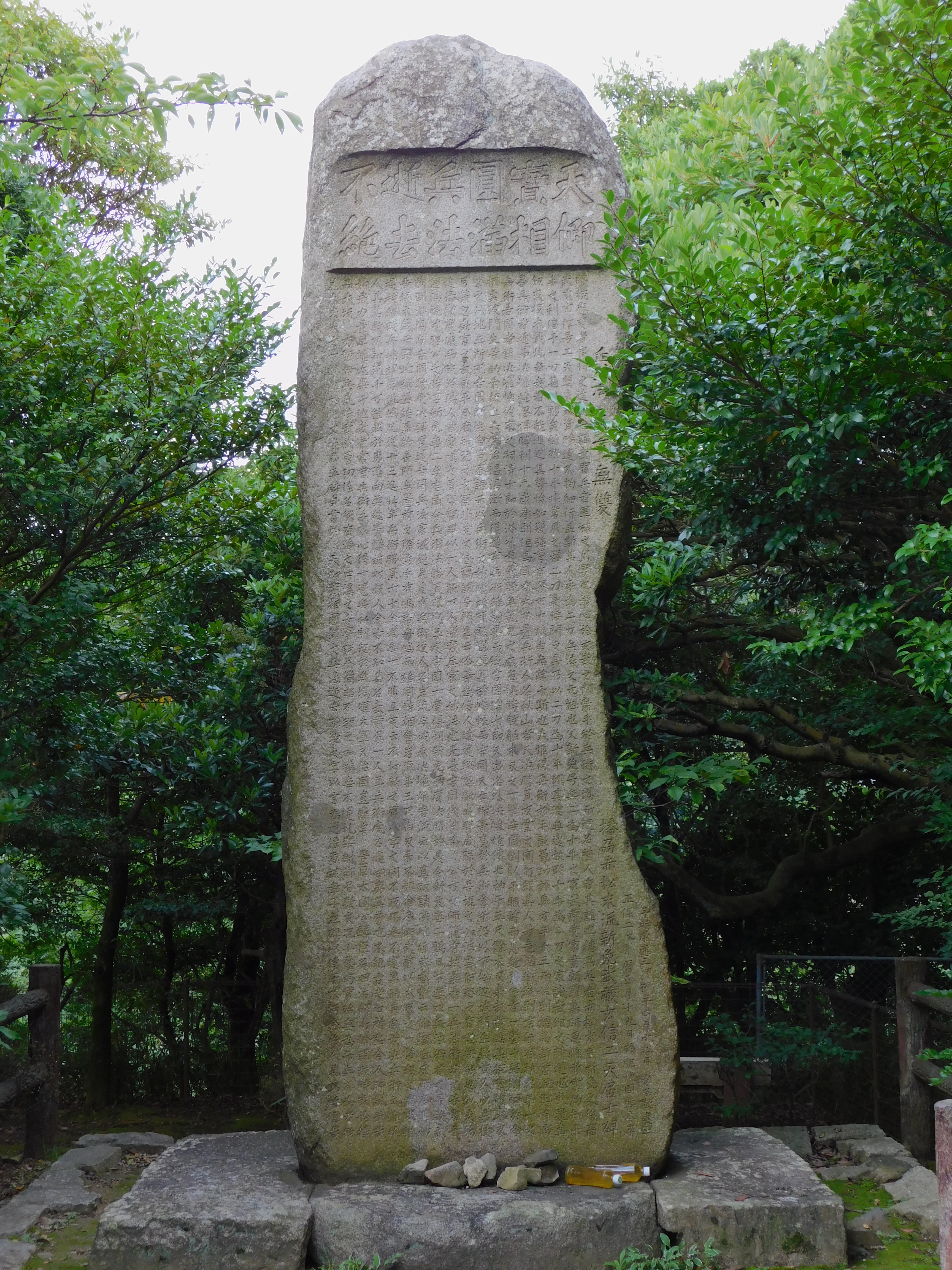
宮本伊織が武蔵の菩提を弔うために承応3年（1654年）に豊前国小倉藩（現北九州市小倉北区）手向山山頂に建立した顕彰碑文。

『小倉碑文』などの記録は、他の史料と比べて事実誤認や武蔵顕彰の為の脚色も多く見られる。吉岡家の記述に限定すれば、武蔵に完敗し引退した清十郎、死亡した伝七郎、洛外下松の事件の記録は他の史料になく、創作の可能性がある。また、兵仗弓箭（刀・槍・薙刀などの武具と弓矢）で武装した数百人の武人を相手に一人で勝利するなどの記述は現実離れしている。同様に新免無二と吉岡家との足利義昭御前試合に関する逸話も他の史料になく、因縁を足利将軍家と絡めて描くことで物語性を高めるための創作の可能性がある。
福岡藩の二天一流師範、立花峯均が享保12年（1727年）に著した武蔵の伝記『兵法大祖武州玄信公伝来』にも、吉岡家との伝承が記されている。これを要約すると以下の通り。
この文書には『小倉碑文』の全文が転記されており、碑文の内容を基に伝承を追記し、内容を発展させたものであると考えられる。
細川家筆頭家老・松井氏の家臣で二天一流師範、豊田正脩が宝暦5年（1755年）に完成させた『武公伝』には、正脩の父・豊田正剛が集めた武蔵の弟子達が語った生前の武蔵に関する伝聞が記載されている。これには、道家角左衛門が生前の武蔵から度々聞いた話として、洛外下松での詳しい戦いの模様が記されている。これによると、
この説話は、武蔵が度々語ったものとして当時の細川藩の二天一流の門弟間に伝えられていた伝聞を記録したものである。『武公伝』の内容は正脩の子・豊田景英によって『二天記』に再編集され、明治42年（1909年）に熊本の宮本武蔵遺蹟顕彰会編纂による『宮本武蔵』（通称「顕彰会本」）で『二天記』が原資料の一つとなりそのまま史実とされ、さらに吉川英治が小説『宮本武蔵』で顕彰会本の内容を用いたことから現代にも広く知られるようになった。

#### 異説
福住道祐の伝記物『宇喜多伝』等を執筆した伝記作家が貞永元年（1684年）に著した『吉岡伝』に武蔵と吉岡家の対決の異説が記されている。この文書には吉岡源左衛門直綱・吉岡又市直重という二人の吉岡側の人物と、松平忠直の家臣で無敵流を号し二刀の名手で北陸奥羽で有名であるとの肩書きの宮本武蔵が登場する。洛外下松のくだりは記されていない。また試合内容が碑文と全く異なるため、直綱が清十郎で直重が伝七郎であると単純に対応づけすることはできない。要約すると以下の通り。
これは宮本武蔵と吉岡家が試合をし引き分けたという内容の最初の史料である。ただし、『吉岡伝』は朝山三徳・鹿島林斎という原史料不明の武芸者と同列に宮本武蔵が語られ、前述のようにその肩書きは二刀を使うことを除き現実から乖離しており、創作の可能性がある。この史料は昭和になり司馬遼太郎が小説『真説宮本武蔵』の題材にしたことから、武蔵側の記録に対する吉岡側の記録として紹介される機会が多い。
また巷間には、武蔵吉岡戦を引き分けとする逸話が伝承されている。
- 日夏繁高が享保元年（1716年）に著した『本朝武芸小伝』には、巷間に伝わる武芸者の逸話が収録されているが、ここに武蔵と吉岡が引き分けた二つの話が記されている。
- 柏崎永以が1740年代に編纂した『古老茶話』も巷間の伝承を記録したものであるが、宮本武蔵と吉岡兼房の対戦が記されており、結果はやはり引き分けと記されている。

また『武公伝』には道家角左衛門の説話として、御謡初の夜の席での雑談で、志水伯耆から武蔵が先に清十郎から打たれたという話があるが本当か、と武蔵が訊ねられ武蔵が否定する話が記述されている。『武公伝』の話に従えば、晩年の武蔵は弟子等に盛んに吉岡に勝利したことを語っていたが、武蔵の生前に巷間に「吉岡が勝利した」という異説があったと考えることができる。

#### その後の吉岡家
『小倉碑文』や『兵法大祖武州玄信公伝来』『武公伝』には武蔵との戦いで吉岡家が絶えたとあるが、吉岡家がその後も存続したことは『駿河故事録』等、いくつかの史料からも推測できる。それらの史料によると、慶長19年（1614年）に禁裏での一般にも開放された猿楽興行で、吉岡清次郎重賢（建法）なる者が警護の者と諍いを起こして斬り殺されるという事件があって、これにより兵術吉岡家は滅んだとあり、武蔵戦以降も吉岡家は存続している。
『本朝武芸小伝』にも猿楽興行の異説があり、事件を起こしたのは吉岡又三郎兼房であり、京都所司代・板倉勝重は事件の現場に吉岡一族の者が多く居たが、騒ぎたてず加勢しなかったため吉岡一族を不問にしたとある。この説を取るならば武蔵戦・猿楽興行事件以降も吉岡家は存続している。
『吉岡伝』にも同様の記録があり、吉岡清次郎重堅が事件を起こし、徳川家康の命により兵術指南は禁止されたが吉岡一族の断絶は免れたとある。更に翌年の大坂の陣で吉岡源左衛門直綱・吉岡又市直重の兄弟が豊臣側につき大坂城に篭城、落城とともに京都の西洞院へ戻り染物を家業とする事になったとあり、この説でも武蔵戦・猿楽興行事件以降も吉岡家は存続している。

#### 各文書の比較
| 文書名                   | 執筆年              | 執筆編者                         | 第一戦     | 第一戦                               | 第二戦     | 第二戦                        | 第三戦     | 第三戦                        | 吉岡家 |
| 文書名                   | 執筆年              | 執筆編者                         | 対戦者     | 結果                                 | 対戦者     | 結果                          | 対戦者     | 結果                          | 吉岡家 |
| ------------------------ | ------------------- | -------------------------------- | ---------- | ------------------------------------ | ---------- | ----------------------------- | ---------- | ----------------------------- | ------ |
| 小倉碑文                 | 承応3年 （1654年）  | 宮本伊織                         | 吉岡清十郎 | 吉岡清十郎 引退 宮本武蔵 勝利        | 吉岡伝七郎 | 吉岡伝七郎 死亡 宮本武蔵 勝利 | 吉岡亦七郎 | 宮本武蔵 勝利                 | 断絶   |
| 吉岡伝                   | 貞永元年 （1684年） | 福住道祐                         | 吉岡直綱   | 宮本武蔵 出血 吉岡直綱 勝利 引分両論 | 吉岡直重   | 宮本武蔵 逃亡 吉岡直重 不戦勝 | なし       | なし                          | 存続   |
| 本朝武芸小伝 （二説）    | 正徳4年 （1714年)   | 日夏繁高                         | 吉岡       | 引分                                 | なし       | なし                          | なし       | なし                          | 存続   |
| 兵法大祖 武州玄信 公伝来 | 享保12年 （1727年） | 二天一流師範 黒田藩士 丹治峯均   | 吉岡清十郎 | 吉岡清十郎 引退 宮本武蔵 勝利        | 吉岡伝七郎 | 吉岡伝七郎 死亡 宮本武蔵 勝利 | 吉岡亦七郎 | 宮本武蔵と門人 退却に成功     | 断絶   |
| 古老茶話                 | 1740年代            | 柏崎永以                         | 吉岡兼房   | 引分                                 | なし       | なし                          | なし       | なし                          | なし   |
| 武公伝                   | 宝暦5年 （1755年）  | 二天一流師範 松井氏家臣 豊田正脩 | 吉岡清十郎 | 吉岡清十郎 引退 宮本武蔵 勝利        | 吉岡伝七郎 | 吉岡伝七郎 死亡 宮本武蔵 勝利 | 吉岡亦七郎 | 吉岡亦七郎 死亡 宮本武蔵 勝利 | 断絶   |

### 巖流島

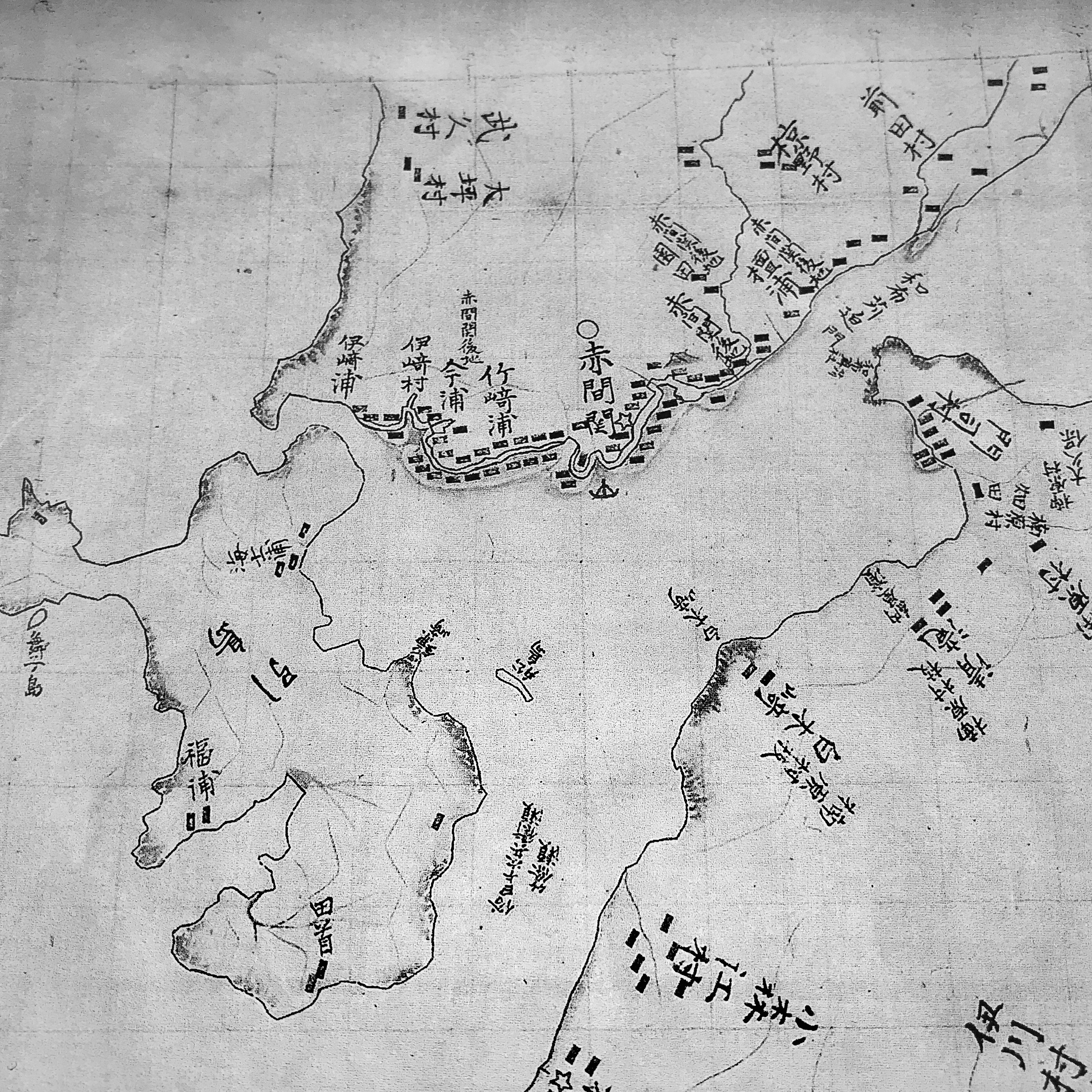
巌流島（船島）近辺古地図（伊能図抜粋）1821

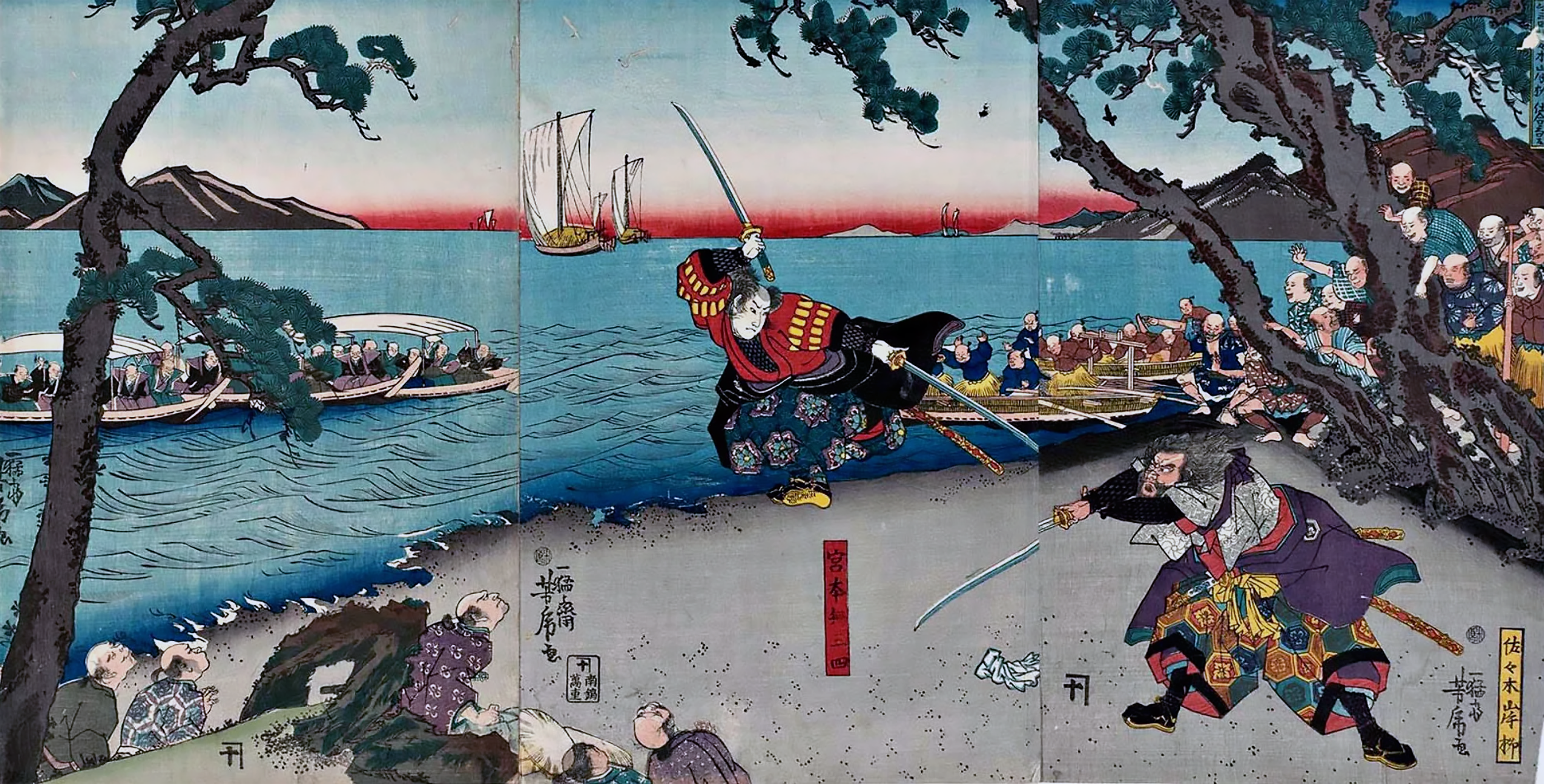
巖流島の決闘

武蔵が行った試合の中で最も広く知られているものは、俗に「巖流島の決闘」といわれるものである。これは慶長年間に当時豊前小倉藩領であった舟島で、岩流なる兵法者と戦ったとされるものである。
試合が行われた時期については諸説あり、定かではない。
- 享保12年（1727年）に丹治峯均によって記された、黒田藩の二天一流に伝わる伝記『丹治峯均筆記』では「辨之助十九歳」と記述しており、ここから計算すると慶長7年（1602年）となる。
- 天明2年（1782年）に丹羽信英によって記された、同じく二天一流に伝わる伝記『兵法先師伝記』では「慶長六年、先師十八歳」と記述しており、慶長6年（1601年）となる。

これらの説では武蔵が京に上り吉岡道場と試合をする前の十代の頃に巖流島の試合が行われたこととなる。
一方、熊本藩の二天一流に伝わる武蔵伝記、『武公伝』では試合は慶長17年（1612年）とされる。同様に熊本藩の二天一流に伝わる武蔵伝記、『二天記』では慶長17年（1612年）4月とされる。これらの説では武蔵が京に上った後、巖流島の試合が行われたことになる。また『二天記』内に試合前日に記された武蔵の書状とされる文章に4月12日と記されており、ここから一般に認知され記念日ともなっている慶長17年4月13日説となったが、他説に比して信頼性が高いという根拠はない。
この試合を記した最も古い史料である『小倉碑文』の内容を要約すると、
とある。
『小倉碑文』の次に古い記録は試合当時に門司城代であった沼田延元（寛永元年（1624年）没）の子孫が寛文12年（1672年）に編集し、近年再発見された『沼田家記』がある。内容を現代語で要約すると以下の通り。
武蔵が送り届けられたのが豊後国のどこであったのかには以下の説が挙げられる。
- 豊後国杵築は細川家の領地で慶長年間は杵築城代に松井康之・松井興長が任じられていた。宮本無二助藤原一真（原文は宮本无二助藤原一真）が慶長12年（1607年）、細川家家臣・友岡勘十郎に授けた当理流の免許状が現存する。これを沼田家記の「武蔵親無二と申者」とするならば、武蔵は杵築に住む無二の許へ送られたことになる。
- 当時、日出藩主であり、細川忠興の義弟であった木下延俊[注釈 20]の慶長18年（1613年）の日記に延俊に仕えていた無二なる人物のことが記されている。これを沼田家記の「武蔵親無二と申者」とするならば、試合当時も豊後日出に在住していた無二の下へ武蔵は送られたことになる。

様々な武芸者の逸話を収集した『本朝武芸小伝』（1716年）にも巖流島決闘の伝説が記されており、松平忠栄の家臣・中村守和（十郎右衛門）曰くと称して、『沼田家記』の記述と同様、単独渡島の巖流に対し武蔵側が多くの仲間と共に舟島に渡っている様子が語られている。
『武将感状記』（1716年、熊沢淡庵著）では、武蔵は細川忠利に仕え京から小倉へ赴く途中、佐々木岸流から挑戦を受けたので、舟島での試合を約し、武蔵は櫂を削った二尺五寸と一尺八寸の二本の木刀で、岸流は三尺余りの太刀で戦って武蔵が勝ったとしている。
江戸時代の地理学者・古川古松軒が『二天記』とほぼ同時代の天明3年（1783年）に『西遊雑記』という九州の紀行文を記した。ここに当時の下関で聞いたという巖流島決闘に関する民間伝承が記録されている。あくまでも試合から100年以上経った時代の民間伝承の記録であり、史料としての信頼性は低いが、近年再発見された『沼田家記』の記述に類似している。内容を現代語訳すると以下の通りである。
『武公伝』には、巖流島での勝負が詳述されている。これによると
この話は、武蔵の養子・伊織の出自が泥鰌捕りの童であったという話と共に、戦いの時に武蔵が島に渡るときの船の漕ぎ手であったとする小倉商人の村屋勘八郎なる人物が、正徳2年（1712年）に語ったものと記されている。『武公伝』で慶長17年（1612年）に行なわれたとされる巌流との戦いで漕ぎ手だった者が100年後に正脩の祖父の豊田正剛に語った話とされている。仮に、この勝負の内容が、事実であれば、細川家でこれだけの事件が起こったにもかかわらず、それについての記述が『武公伝』の編集当時に、細川家中や正剛・正脩の仕える松井家中になく、藩外の怪しげな人物からの伝聞しかなかったことになる。また、前述の『沼田家記』の内容とも大きく異なっている。
『武公伝』では武蔵の弟子たちが語ったとされる晩年の武蔵の逸話が多く記載されているが、岩流との勝負については、村屋勘八郎の話以外、弟子からの逸話はなく、松井家家臣の田中左太夫が幼少の頃の記憶として、松井興長に小次郎との試合を願い出た武蔵が、御家老中寄合での決定を知らず下関に渡り、勝負の後に興長に書を奉ったという短い話のみ記載されているのみである。これは、晩年の武蔵が度々吉岡との勝負を語っていたという逸話と対照的であり、『五輪書』に岩流との勝負についての記述が全くない事実を考えると晩年の武蔵は舟島での岩流との勝負について自ら語ることが殆どなかったと推測することができる。
『本朝武芸小伝』（1716年）、『兵法大祖武州玄信公伝来』（1727年）、『武公伝』（1755年に完成）等によって成長していった岩流の出自や試合の内容は、『武公伝』を再編集した『二天記』（1776年）によって、岩流の詳しい出自や氏名を佐々木小次郎としたこと、武蔵の手紙、慶長17年4月13日に試合が行われたこと、御前試合としての詳細な試合内容など、多くの史的価値が疑わしい内容によって詳述された。『二天記』が詳述した岩流との試合内容は、明治42年（1909年）熊本の宮本武蔵遺蹟顕彰会編纂による『宮本武蔵』で原資料の一つとなりそのまま史実とされ、さらに吉川英治が小説『宮本武蔵』でその内容を用いたことから広く知られるようになった。
また、様々な文書で岩流を指し佐々木と呼称するようになるのは、元文2年（1737年）巖流島決闘伝説をベースとした藤川文三郎作の歌舞伎『敵討巖流島』が大阪で上演されて以降である。この作品ではそれぞれに「月本武蔵之助」「佐々木巖流」という役名がつけられ、親を殺された武蔵之助が巖流に復讐するという筋立てがつけられている。
史料を比較すると記述に以下のような差異が認められる。
| 文書名                 | 執筆年              | 執筆者・編者         | 宮本武蔵 | 宮本武蔵                                                       | 巖流                        | 巖流   | 巖流                                               |
| 文書名                 | 執筆年              | 執筆者・編者         | 年齢     | 加勢                                                           | 名称                        | 年齢   | 出自                                               |
| ---------------------- | ------------------- | -------------------- | -------- | -------------------------------------------------------------- | --------------------------- | ------ | -------------------------------------------------- |
| 小倉碑文               | 承応3年 （1654年）  | 宮本伊織             | 不明     | 武蔵一人                                                       | 岩流                        | 不明   | 兵術の達人                                         |
| 沼田家記               | 寛文12年 （1672年） | 熊本藩士・沼田家家人 | 不明     | 武蔵の弟子達が隠れて来ていた                                   | 小次郎                      | 不明   | 豊前の兵法師範                                     |
| 江海風帆草             | 宝永元年 （1704年） | 吉田重昌             | 十八歳   | 武蔵一人                                                       | 上田宗入                    | 不明   | 武蔵を批判し、無二と因縁がある長門の兵法師範       |
| 本朝武芸小伝           | 正徳4年 （1714年)   | 日夏繁高             | 不明     | 「武蔵一人(小倉碑文の転記)」「仲間を連れてきていた」の両論併記 | 巖流                        | 不明   | 兵法遣い                                           |
| 兵法大祖武州玄信公伝来 | 享保12年 （1727年） | 丹治峯均             | 十九歳   | 武蔵一人                                                       | 津田小次郎                  | 不明   | 無二が恐れた長門の兵法師範                         |
| 武公伝                 | 宝暦5年 （1755年）  | 豊田正脩             | 二十九歳 | 武蔵一人                                                       | 巖流小次郎                  | 不明   | 富田勢源の弟子で細川忠興が登用した豊前の兵法師範。 |
| 二天記                 | 安永5年 （1776年）  | 豊田景英             | 二十九歳 | 武蔵一人                                                       | 巖流小次郎 （佐々木小次郎） | 十八歳 | 富田勢源の弟子で細川忠興が登用した豊前の兵法師範。 |
| 兵法先師伝記           | 天明2年 （1782年）  | 丹羽信英             | 十八歳   | 武蔵一人                                                       | 津田小次郎                  | 不明   | 無二と幾度も戦い決着しなかった豊前の兵法者。       |
| 西遊雑記               | 天明3年 （1783年）  | 古川古松軒           | 不明     | 門人の士四人與力                                               | 佐々木岩龍                  | 不明   | 伊崎から渡島した（長門側の）武芸者。               |

## 人物

### 民間伝承
武蔵にゆかりのある土地、武道の場などで語られる事があるが、明確な根拠や史実を記したとされる史料に基づくものではない。
- 人並み外れた剛力の持ち主で片手で刀剣を使いこなすことができた。これが後に二刀流の技術を生み出すに至った。
- 祭りで太鼓が二本の撥（ばち）を用いて叩かれているのを見て、これを剣術に用いるという天啓を得、二刀流を発案した。
- 自身の剣術が極致に達していた頃、修練のために真剣の代わりに竹刀を振ってみると、一度振っただけで竹刀が壊れてしまった。そのため木剣を使い始めたという。
- 立会いを繰り返すうちに次第に木剣を使用するようになり、他の武芸者と勝負しなくなる29歳直前の頃には、もっぱら巖流島の闘いで用いた櫂の木刀を自分で復元し[注釈 22]剣術に用いていた。
- 吉岡家の断絶は、武蔵が当時における、武者修行の礼儀を無視した形で勝負を挑んだため、さながら小規模な合戦にまで勝負の規模が拡大し、吉岡がそれに敗れてしまったためである。

### 芸術家としての武蔵

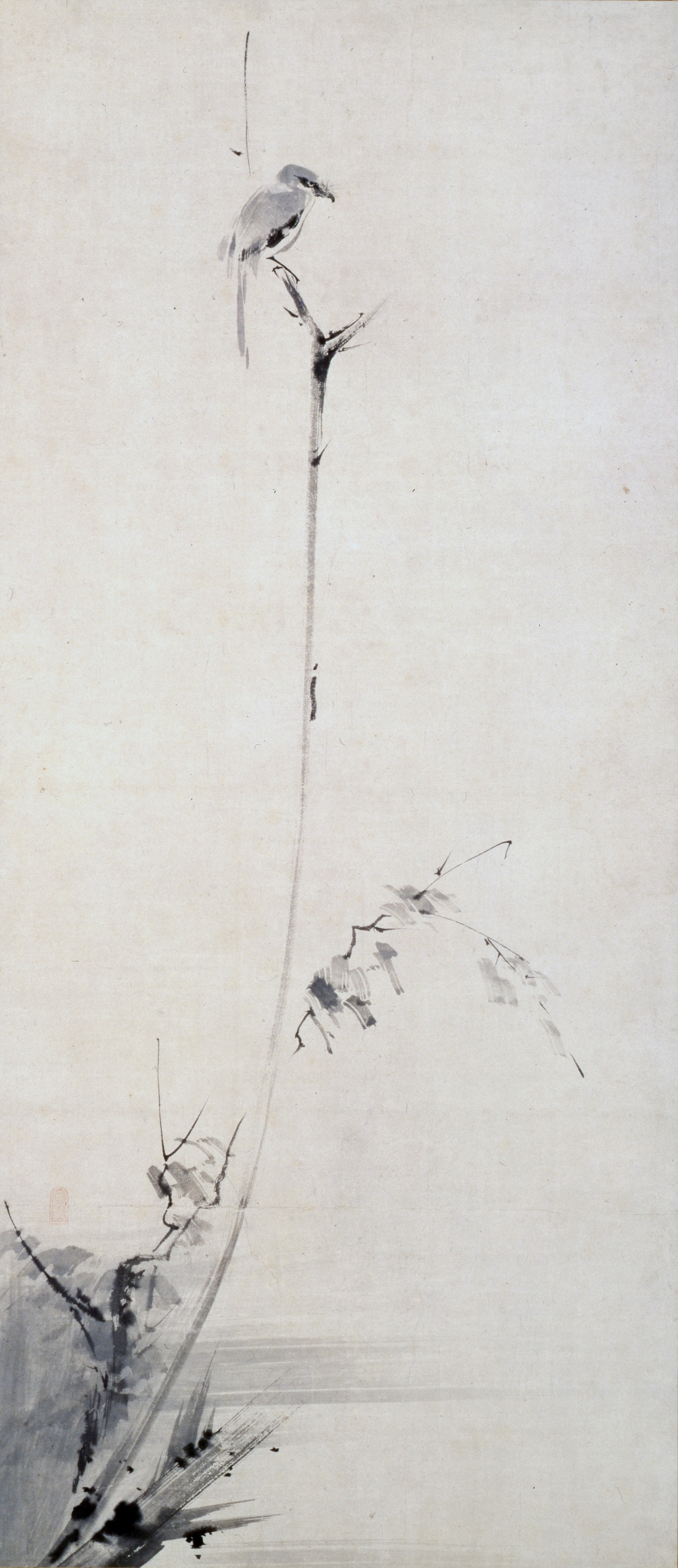
枯木鳴鵙図

武蔵没後21年後の寛文6年（1666年）に書かれた『海上物語』に武蔵が絵を描く話が既に記されている。また『武公伝』には、「武公平居閑静して（中略）連歌或は書画小細工等を仕て日月を過了す、故に武公作の鞍楊弓木刀連歌書画数多あり」と書かれている。
現在残る作品の大部分は晩年の作と考えられ、熊本での作品は、細川家家老で八代城主であった松井家や晩年の武蔵の世話をした寺尾求馬助信行の寺尾家を中心に残されたものが所有者を変えながら現在まで伝えられている。
水墨画については「二天」の号を用いたものが多い。筆致、画風や画印、署名等で真贋に対する研究もなされているが明確な結論は出されていない。
主要な画として、『鵜図』『正面達磨図』『面壁達磨図』『捫腹布袋図』『芦雁図』（以上は「永青文庫蔵）、『芦葉達磨図』『野馬図』（以上は松井文庫蔵）、『枯木鳴鵙図』（和泉市久保惣記念美術館蔵）、『周茂叔図』『遊鴨図』『布袋図』（以上は岡山県立美術館蔵）、『布袋観闘鶏図』（福岡市美術館蔵）などがある。
書としては、『長岡興長宛書状』（八代市立博物館蔵）、『有馬直純宛書状』（吉川英治記念館蔵）、『独行道』（熊本県立美術館蔵）、『戦気』（松井文庫蔵）が真作と認められている。
伝来が確かな武蔵作の工芸品としては、黒漆塗の「鞍」、舟島での戦いに用いた木刀を模したとされる「木刀」一振。二天一流稽古用の大小一組の「木刀」が松井家に残されている。また、武蔵作とされる海鼠透鐔（つば）が島田美術館等にいくつか残されているが、武蔵の佩刀「伯耆安綱」に付けられていたとされる、寺尾家に伝来していた素銅製の「海鼠透鐔」（個人蔵）が熊本県文化財に指定されている。
| 芦雁図 |  | 芦雁図 |
| 芦雁図 |  |        |

### その他
身の丈
『兵法大祖武州玄信公伝来』は、武蔵の身の丈を5.94尺（換算：曲尺で約180センチメートル相当）であったと記している。
風体など
武将・渡辺幸庵の対話集『渡辺幸庵対話』の宝永6年9月10日（グレゴリオ暦換算：1709年10月12日）の対話によると、武蔵とは以下のような者であったという。

武蔵像と一乗寺下り松の古木／八大神社境内（京都市左京区一乗寺松原町）に所在。

巌流島に設置されている宮本武蔵・佐々木小次郎の銅像。右が武蔵像、左が小次郎像。

これによれば、剣術の名人であるが、欠点が1つある。足を洗うことや行水は嫌いで、ましてや沐浴をすることなどあり得ない。裸足で外を出歩き、体などの汚れは布や何かで拭って済ませている。汚れを隠すために天鵡織で両面仕立ての衣服を着ているが、隠しおおせるわけもなく、それ故に偉い方々とお近付きになれない、という。武蔵が生涯風呂に入らなかったといわれているのは、この史料に基づいた話である。もっとも、『渡辺幸庵対話』の記述には他の多くの史料によって知られている当時の世相と相容れない矛盾点も多く、係る武蔵の人となりに関しても、実際に幸庵が語ったものかどうか、疑問視する研究者もある（※詳細は「渡辺幸庵」参照のこと）。
試合の真偽
『二天記』は、大和国（現在の奈良県）人で宝蔵院流槍術の使い手である奥蔵院日栄、伊賀国（現在の三重県西部）人で鎖鎌の使い手である宍戸某、江戸の人で柳生新陰流の大瀬戸隼人と辻風左馬助らとの試合を記しているが、『二天記』の原史料である『武公伝』に記載が無く、また、他にそれを裏付ける史料が無いことから、史実ではないと考えられている。
木刀
細川家家老で後に八代城主になった松井寄之の依頼により、巌流島の試合で使用した木刀を模したと伝えられる武蔵自作の木刀が現在も残っている。1984年（昭和59年）には、熊本県がNHK総合テレビの時代劇『宮本武蔵』の放送を記念してこの木刀の複製を販売した。

## 円明流時代の高弟
- 青木条右衛門
- 石川左京
- 竹村与右衛門

## 創作への影響
巌流島の戦いなど、武蔵に関わる物語は江戸時代から脚色されて歌舞伎、浄瑠璃、講談などの題材にされ、吉川英治が1930年代に朝日新聞に連載した小説『宮本武蔵』によって最強の青年剣士武蔵のイメージが一般に広く定着した。

### 宮本武蔵を主題とした作品

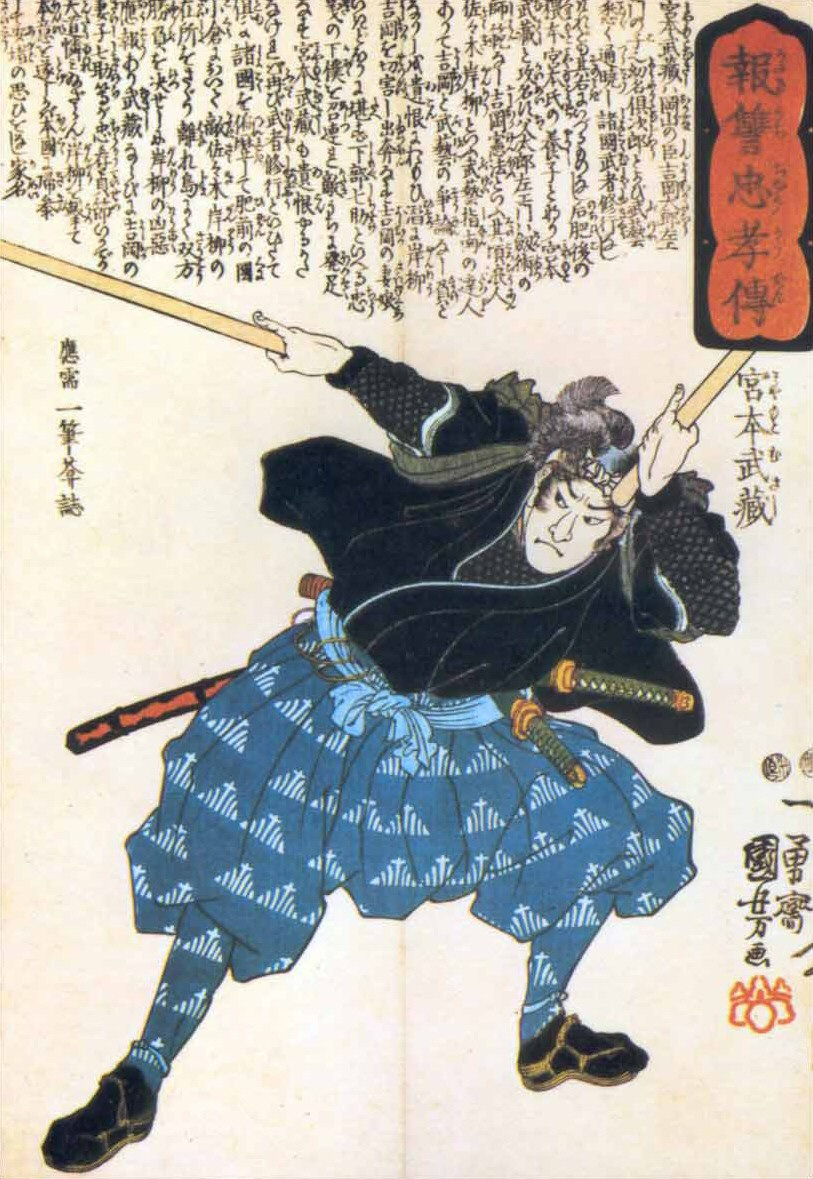
『報讐忠孝伝 宮本武蔵』 歌川国芳画
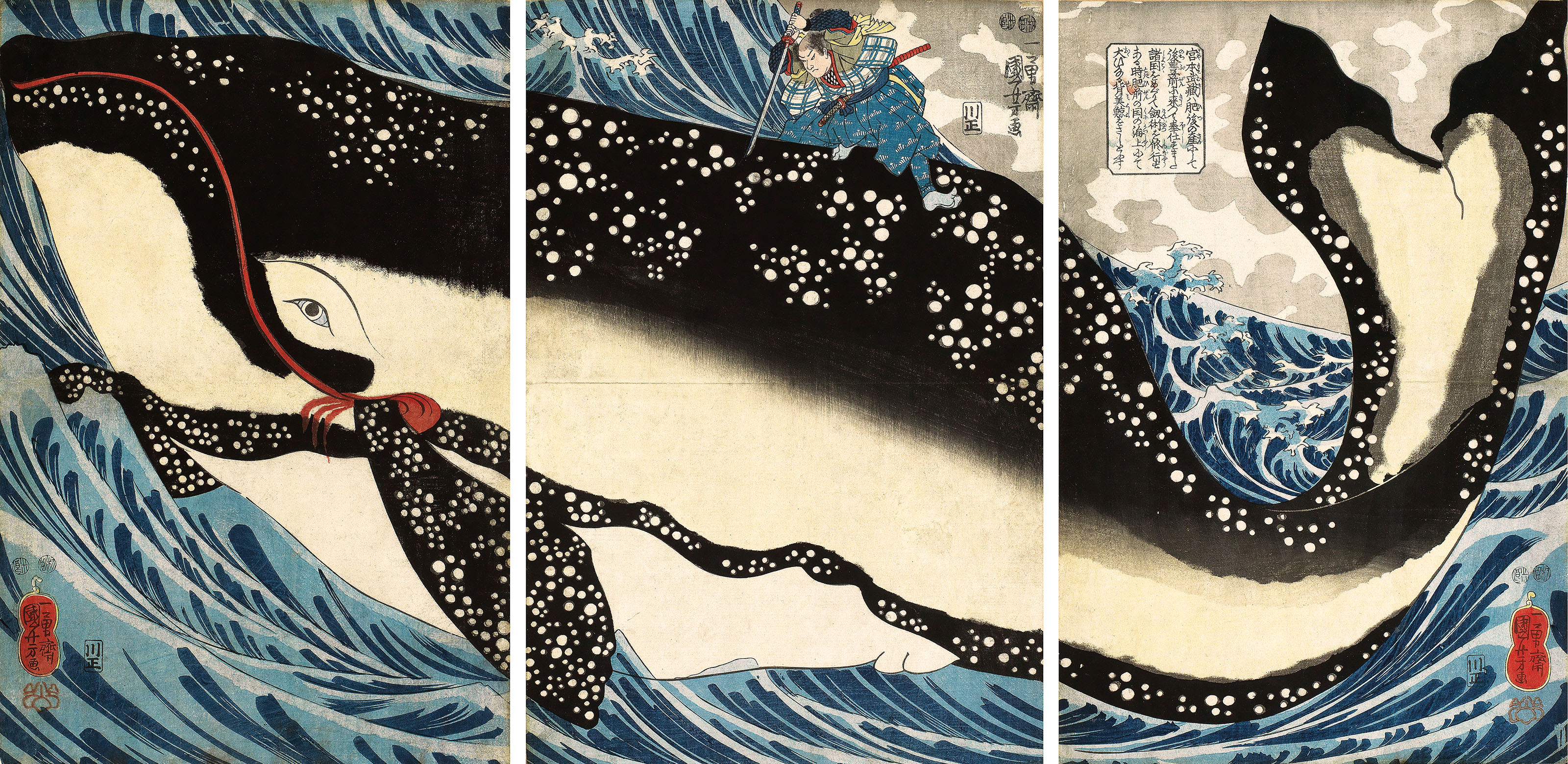
『宮本武蔵の鯨退治』歌川国芳画
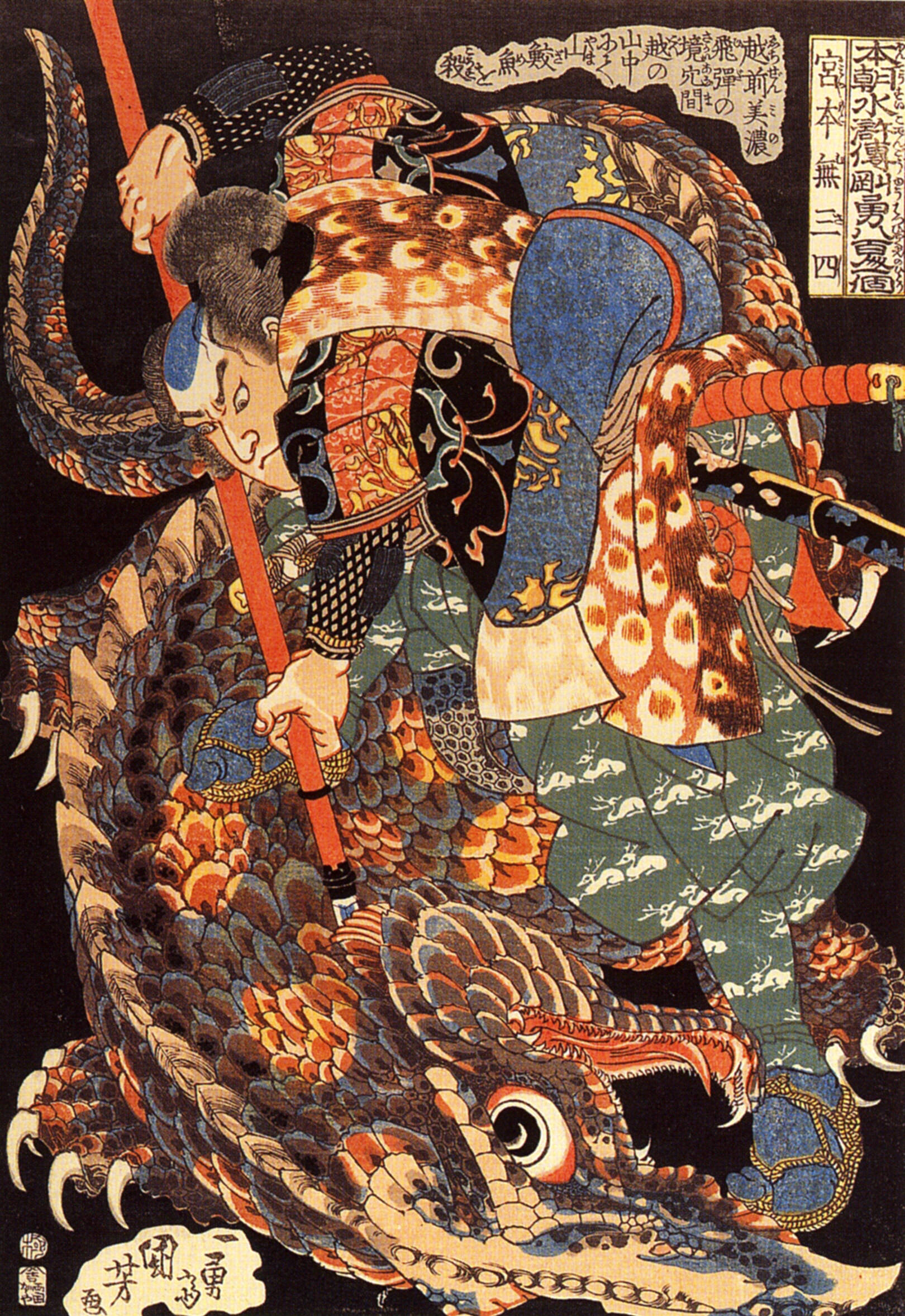
歌舞伎絵の宮本無三四
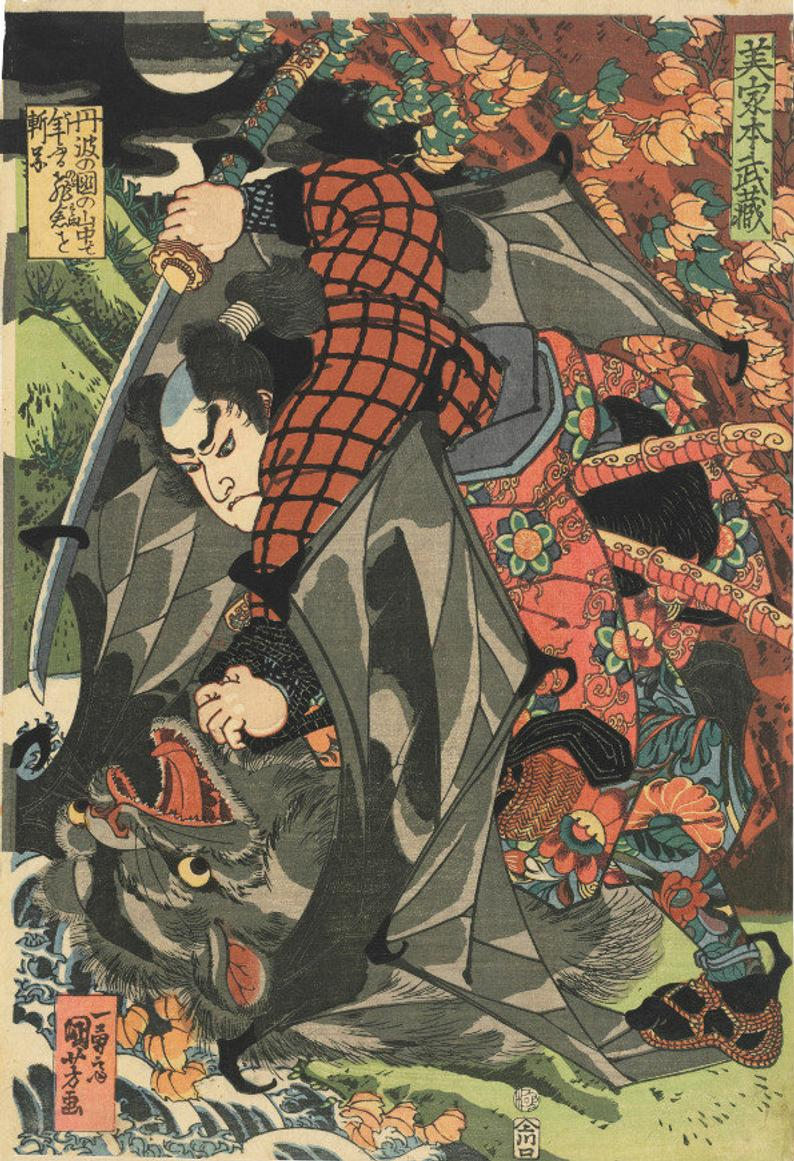
歌川国芳『美家本武蔵 丹波の国の山中にて年ふる野衾を斬図』

#### 小説
- 宮本武蔵（1935年–1939年、朝日新聞連載、吉川英治）
- 佐々木小次郎（1949年–1950年、朝日新聞連載、村上元三）
- それからの武蔵（1952年–1957年、小山勝清）
- 二人の武蔵（1956年–1957年、1968年改訂、五味康祐）
- 宮本武蔵の最期（1959年、中西清三）
- 真説宮本武蔵（1962年、司馬遼太郎）短編
- 宮本武蔵（1967年、司馬遼太郎）
- おれの影（山田正紀）短編
- 決闘者宮本武蔵（1970年–1973年、柴田錬三郎）
- 武蔵忍法旅（山田風太郎）短編
- 宮本武蔵（1983年–1984年、津本陽）
- 剣豪宮本武蔵（1988年、松永義弘）
- 宮本武蔵（1990年–1996年、笹沢左保）
- 捨剣夢想権之助（1992年、佐江衆一）
- 素浪人宮本武蔵（1993年–1995年、峰隆一郎）
- 双剣の客人 - 生国播磨の宮本武蔵（2000年、寺林峻）
- 覇剣 武蔵と柳生兵庫助（2001年、鳥羽亮）
- 秘剣 宮本武蔵（2001年、霧島那智）
- 剣鬼宮本武蔵（2002年、早乙女貢）
- 剣豪たちの関ヶ原（2007年、鳥羽亮）
- 行くのか武蔵（2010年、好村兼一）
- 武蔵円明の光（2010年、好村兼一）
- 求天記―宮本武蔵正伝―（2010年、加藤廣）
- 武蔵（2011年、花村萬月）
- 敵の名は、宮本武蔵（2017年、木下昌輝）
- 孤剣の涯て（2022年、木下昌輝）
- チャンバラ（2023年、中央公論文芸賞受賞、佐藤賢一）

#### 映画
- 宮本武蔵（1929年、千恵プロ、監督：井上金太郎、武蔵：片岡千恵蔵）
- 宮本武蔵（1944年、原作：菊池寛、監督：溝口健二、武蔵：河原崎長十郎）
- 武蔵と小次郎（1952年、松竹、監督：マキノ雅弘、武蔵：辰巳柳太郎）
- 巌流島前夜（1959年、松竹、監督：大曽根辰夫、武蔵：森美樹）
- 真剣勝負（1971年、東宝、監督：内田吐夢、武蔵：萬屋錦之介）
- MUSASHI 外伝 ヤングムサシの秘密に迫る（DVDタイトル『MUSASHI 宮本武蔵外伝』、1996年、監督：野伏翔、武蔵：宮内敦士）
- 巌流島 GANRYUJIMA（2003年、監督：千葉誠治、武蔵：本木雅弘）
- 荒神（監督：北村龍平）[注釈 26]
- 宮本武蔵 -双剣に馳せる夢-（2009年、ポニーキャニオン、原案・脚本：押井守、監督：西久保瑞穂）
- 武蔵 -むさし-（2019年、アークエンタテインメント、監督：三上康雄、武蔵：細田善彦）
- 狂武蔵（2020年、監督：下村勇二、武蔵：坂口拓）

- 原作：吉川英治『宮本武蔵』
「宮本武蔵 (小説)#映画」も参照。

| タイトル                   | 公開年 | 配給 | 監督     | 武蔵役                   |
| -------------------------- | ------ | ---- | -------- | ------------------------ |
| 宮本武蔵 地の巻            | 1936年 | 新興 | 滝澤英輔 | 嵐寛寿郎                 |
| 宮本武蔵 地の巻            | 1937年 | 日活 | 稲垣浩   | 片岡千恵蔵               |
| 宮本武蔵 風の巻            | 1937年 | 東宝 | 石田民三 | 黒川弥太郎               |
| 宮本武蔵 草分けの人々      | 1940年 | 日活 | 稲垣浩   | 片岡千恵蔵               |
| 宮本武蔵 栄達の門          | 1940年 | 日活 | 稲垣浩   | 片岡千恵蔵               |
| 宮本武蔵 剣心一路          | 1940年 | 日活 | 稲垣浩   | 片岡千恵蔵               |
| 宮本武蔵 一乗寺決闘        | 1942年 | 日活 | 稲垣浩   | 片岡千恵蔵               |
| 宮本武蔵 決戦般若坂        | 1942年 | 大都 | 佐伯幸三 | 近衛十四郎               |
| 宮本武蔵 二刀流開眼        | 1943年 | 大映 | 伊藤大輔 | 片岡千恵蔵               |
| 宮本武蔵 決闘般若坂        | 1943年 | 大映 | 伊藤大輔 | 片岡千恵蔵               |
| 宮本武蔵                   | 1954年 | 東宝 | 稲垣浩   | 三船敏郎                 |
| 続宮本武蔵 一乗寺の決斗    | 1955年 | 東宝 | 稲垣浩   | 三船敏郎                 |
| 宮本武蔵 完結篇 決闘巌流島 | 1956年 | 東宝 | 稲垣浩   | 三船敏郎                 |
| 宮本武蔵                   | 1961年 | 東映 | 内田吐夢 | 中村錦之助（萬屋錦之介） |
| 宮本武蔵 般若坂の決斗      | 1962年 | 東映 | 内田吐夢 | 中村錦之助（萬屋錦之介） |
| 宮本武蔵 二刀流開眼        | 1963年 | 東映 | 内田吐夢 | 中村錦之助（萬屋錦之介） |
| 宮本武蔵 一乗寺の決斗      | 1964年 | 東映 | 内田吐夢 | 中村錦之助（萬屋錦之介） |
| 宮本武蔵 巌流島の決斗      | 1965年 | 東映 | 内田吐夢 | 中村錦之助（萬屋錦之介） |
| 宮本武蔵                   | 1973年 | 松竹 | 加藤泰   | 高橋英樹                 |

#### TVドラマ
- 宮本武蔵（1961年、フジテレビ、武蔵：丹波哲郎）
- それからの武蔵（1964年-1965年、毎日放送、原作：小山勝清、武蔵：月形龍之介）
- 宮本武蔵（1965年-1966年、日本テレビ、武蔵：北大路欣也）
- 日本剣客伝（1968年、NET、第1話「宮本武蔵」（4回にわたって放送）、武蔵：三國連太郎）[5]
- それからの武蔵（1981年1月2日、テレビ東京12時間超ワイドドラマ[6]、原作：小山勝清、 武蔵：萬屋錦之介）
- 巌流島 小次郎と武蔵（1992年、NHK、脚本：ジェームス三木、武蔵：滝田栄）
- 徳川剣豪伝 それからの武蔵（1996年、テレビ東京12時間超ワイドドラマ[6]、原作：小山勝清、武蔵：北大路欣也）

- 原作：吉川英治『宮本武蔵』
宮本武蔵 (小説)#テレビドラマも参照。

| タイトル     | 放映年 | 放送局     | 武蔵役             |                                          |
| ------------ | ------ | ---------- | ------------------ | ---------------------------------------- |
| 宮本武蔵     | 1970年 | NET        | 高橋幸治           |                                          |
| 宮本武蔵     | 1975年 | フジテレビ | 市川海老蔵(10代目) |                                          |
| 宮本武蔵     | 1984年 | NHK        | 役所広司           | NHK新大型時代劇                          |
| 宮本武蔵     | 1990年 | テレビ東京 | 北大路欣也         | 12時間超ワイドドラマ                     |
| 宮本武蔵     | 2001年 | テレビ東京 | 上川隆也           | 新世紀ワイド時代劇                       |
| 武蔵 MUSASHI | 2003年 | NHK        | 市川新之助 (7代目) | NHK大河ドラマ                            |
| 宮本武蔵     | 2014年 | テレビ朝日 | 木村拓哉           | テレビ朝日開局55周年記念ドラマスペシャル |

#### 吹奏楽
- Overture“FIVE RINGS”（1984年、作曲：三枝成彰 『宮本武蔵』NHK新大型時代劇のオープニングテーマ並びにお通のテーマを合体したもの。全日本吹奏楽コンクール1985年度課題曲）
- MUSASHI（2002年9月11日、作曲：スティーヴン・メリロ (Stephen Melillo) #906 STORMWORKS）

#### TVアニメ
- 少年宮本武蔵 わんぱく二刀流
- からくり剣豪伝ムサシロード
- MUSASHI -GUN道-

#### 漫画
- 宮本武蔵（1953年、馬場のぼる）[8]
- スポーツマン宮本武蔵（1958年、水木しげる）
- 噂の武士（1965年、つげ義春）
- 宮本武蔵（1971年春、石森章太郎）
- 斬殺者―宮本武蔵異聞（1971年夏、原作：梶原一騎、漫画：小島剛夕）
- 武蔵（1972年、本宮ひろ志）
- ムサシ（1974年、原作：小池一夫 作画：川崎のぼる）
- 宮本武蔵（1980年、バロン吉元）
- 宮本武蔵（1984年、植木金矢）
- 吉川英治 宮本武蔵（1984年、神田たけ志）
- YAIBA（1988年、青山剛昌）
- 陸奥圓明流外伝 修羅の刻（1989年、川原正敏）
- 刃牙道（1991年、板垣恵介）
- ムサシ 五輪の書より（1991年、桑田二郎）
- 石ノ森版立川文庫 宮本武蔵（1995年、石ノ森章太郎）
- ザ・勝負!!（1995年、島本和彦）
- バガボンド（1998年、原作：吉川英治 漫画：井上雄彦）
- ガンリュウ（2000年、山根和俊）2000-2003
- リィンカーネーションの花弁（2014年、小西幹久）
- 衛府の七忍（2015年、山口貴由）エピソード「宮本武蔵編」（全七話）の主人公

#### 音楽
- 歌謡曲『宮本武蔵』（1965年 作詞：有吉伸、作曲：古賀政男、歌：村田英雄）
- コミックソング『宮本武蔵』（1970年 作詞・作曲：ジャイアント吉田、歌：ドンキーカルテット）
- 演歌『ムサシ』（1993年 作詞：三浦康照、作曲：和田香苗、歌：冠二郎）

#### その他の作品
- 連続放送劇 宮本武蔵（1943年9月5日-1945年1月15日[9] NHKラジオ第1放送）
- ラジオドラマ『宮本武蔵』（1961年-1963年 ラジオ関東 原作：吉川英治 音楽：福田蘭童 朗読：徳川夢声 1971年にラジオ関東15周年記念レコード（100枚組 エレックレコード社）として出版。2002年より同局で再放送）
- 井上ひさしの戯曲『ムサシ』
- LIVE A LIVE(テレビゲーム)
- ブレイヴフェンサー 武蔵伝（テレビゲーム）
- ムサシの剣-アメリカで刊行されたゲームブック。人物の描写がアメリカ的になっている。
- 舞台『宮本武蔵』（2012年; 完全版：2016年）（脚本：前田司郎）
- Fate/Grand Order - 初登場は2017年の｢宮本武蔵体験クエスト｣にてセイバーとして実装、本編登場は1.5部｢屍山血河舞台 下総国｣。
- Fate/Samurai Remnant - この作品における聖杯戦争である｢盈月の儀｣にてバーサーカーとして登場。
- 昆布巻芝居